# 八甲田連峰吹雪の惨劇
『八甲田連峰吹雪の惨劇』（はっこうだれんぽうふぶきのさんげき）は、世界山岳史上最大とも言われる犠牲者が発生した、青森県八甲田山における山岳遭難事故（八甲田雪中行軍遭難事件）を題材として小笠原孤酒が執筆した記録小説である。「悲劇の歴史を再現する」という副題が付く。一般には『吹雪の惨劇』の書名で知られる。
1970年（昭和45年）に第1部を刊行。第2部は1974年（昭和49年）刊行。当初第5部まで計画されたが、第3部以降は著者死亡のため未刊に終わった。2014年（平成26年）、『ドキュメンタリー八甲田山』のタイトルで映画化。

## 概要
本書は明治35年（1902年）に発生した八甲田雪中行軍遭難事件について、遭難した青森歩兵第5連隊と、たまたま同時期に八甲田の雪中行軍に成功した弘前歩兵第31連隊の動向を対比的に描く。
書式は上下2段組であり、上段に青森歩兵第5連隊、下段に弘前歩兵第31連隊、それぞれの道程を並行して記述する特異な体裁を採る。第一部と第二部の二冊が刊行され、第一部冒頭には第5連隊生還者の小原忠三郎元伍長が序文を寄せている。
長期にわたった取材により、その数62,506点に及んだとされる資料を元に書かれた、ノンフィクションの記録小説である。
著者が用いた取材資料は、現在では十和田市と八甲田山現地の民営ドライブインである『銅像茶屋』が保有している。銅像茶屋では約400点を展示していたが、2019年から経営難と経営者の高齢化で閉店中である。なお、銅像茶屋は本書の出版・販売元でもある。

### 第一部
雪中行軍に向けて準備中である第五連隊（出発前日である1902年1月22日まで）と、第三十一連隊の雪中行軍前半（1月22日の十和田湖畔銀山部落到着まで）を描く。副題が付いており、前者が『前夜編』、後者が『行軍編』である。

### 第二部
雪中行軍に出発し遭難した第五連隊と、第三十一連隊の行軍中盤を描く。前者の副題は『遭難編』、後者の副題は『葛藤編』である。
ここで描かれている第五連隊の遭難記は第三日目（1902年1月25日）の第3露営地までであり、第三十一連隊の行軍記も1月25日に三本木に到達するところまでで終わっている。これは八甲田雪中行軍遭難事件としてはまだ中盤なので、本書が未完であることが分る。このため補足として、第二部巻末には事件の生還者である小原忠三郎元伍長と捜索隊に所属した三浦清吉元二等卒に著者が取材した際の談話が併載されている。

### 第三部
第三部は一旦完成し印刷所に回されたが、ゲラ段階で加筆のためと称して撤回され、そのまま著者死亡のため未刊となった。近年、十和田市に移管された資料の中から第三部原稿が発見された。出版予定等は不明。

## 書誌
- 小笠原, 孤酒 (1970-07-23), 吹雪の惨劇 第一部（前夜編・行軍編）, 銅像茶屋、私家本
- 小笠原, 孤酒 (1974-09-23), 吹雪の惨劇 第二部（遭難編・葛藤編）, 銅像茶屋、私家本